# Vladimír Janura
Vladimír Janura (20. listopadu 1923 Praha – 20. října 1982 České Budějovice) byl český divadelní herec a režisér.

## Život
Vladimír Janura  se narodil v Praze 20. listopadu 1923 do rodiny malířky, scénografky, kostýmní návrhářky Marie Kuklové - Janurové (1903 – 1987) V roce 1945, po ukončení druhé světové války, začal bez odborného vzdělání hrát v pražském Divadelním kolektivu Raketa. Své první angažmá dostal v nové poválečné sezoně ve Východočeském divadle v Pardubicích, kde působil do roku 1951 a několikrát mu byla svěřena i režie. Před odchodem z Pardubic si zahrál i v dětském filmu Malý partyzán. V letech 1951–1953  působil v Severočeském divadle v Liberci. V roce 1953 mu režisér Miroslav Macháček nabídl angažmá do Jihočeského divadla. V divadle v Českých Budějovicích, kde patřil mezi přední herce,  působil až do důchodu. S režisérem Miroslavem Macháčkem také nastudoval již v počátku svého angažmá zajímavé role (Titta Nane v Poprasku na laguně, Theseus ve Snu noci svatojánské, Václav IV. v Žižkovi z Trocnova). Jeho místo v českobudějovickém hereckém souboru bylo nezastupitelné. Zahrál krále, pantáty i ušlápnuté manžely. V každé hře se pro něj našla role, kterou zahrál úspěšně. Bláha v Našich furiantech, Dvořan v Lucerně, Rytíř Tobiáš ve Večeru tříkrálovém, Abbé Roch v Rozmarném létu, Huppert v Nočním hostu, Domovník Sedláček v Majitelích klíčů, Brown v Žebrácké opeře, Král v Hamletovi, Hrabě z Kentu v Králi Learovi, Sganarelle v Don Juanovi, Joe Keller ve hře Všichni moji synové, nebo Solfernus v Hrátkách s čertem. Poslední velkou roli odehrál ve hře Těžká Barbora v roce 1978. Patřil pro svůj výrazný a osobitý projev mezi přední členy souboru.
Vytvořil i několik filmových rolí
- 1956 Partyzán
- 1960 Ve světě kolejí
- 1968 Kamera zkoumá dobu (seriál)
- 1971 Černý vlk
- 1974 Zbraně pro Prahu
- 1976 Hodně štěstí (studentský film)

Často účinkoval v inscenacích natočených pro českobudějovické rozhlasové studio.
Jeho žena Jiřina Janurová byla v Jihočeském divadle mnoho let inspicientkou. Měl dvě dcery. Starší dcera Šárka Janurová-Kavanová byla herečkou a loutkoherečkou v Malém divadle v Českých Budějovicích (dnes jedna ze scén Jihočeského divadla). Herectví se věnují i jeho dva vnuci Ondřej Kavan a Martin Kavan.
Zemřel nečekaně v Českých Budějovicích 20. října 1982.